# Saint-Alban-du-Rhône
Saint-Alban-du-Rhône è un comune francese di 895 abitanti situato nel dipartimento dell'Isère della regione dell'Alvernia-Rodano-Alpi.

## Società

### Evoluzione demografica
Abitanti censiti